# بطولة الأمم الخمس 1955
بطولة الأمم الخمسة 1955 (بالإنجليزية: 1955 Five Nations Championship)‏ هو الموسم 61 من  بطولة الأمم الخمسة. كان عدد الأندية المشاركة فيه  5، وفاز فيه منتخب ويلز الوطني لاتحاد الرغبي، ومنتخب فرنسا الوطني لاتحاد الرغبي.